# Premio Franco Abbiati della critica musicale italiana
Il premio Franco Abbiati della critica musicale italiana è stato istituito nel 1980 col patrocinio dell'amministrazione comunale di Bergamo per volontà di Filippo Siebaneck. Intitolato al bergamasco Franco Abbiati titolare per quarant'anni della rubrica musicale del Corriere della Sera, è un riconoscimento attribuito ai protagonisti della vita artistica italiana conferito dall'Associazione nazionale critici musicali, non prevede attribuzioni in denaro e ha cadenza annuale. Accanto alle segnalazioni di merito assoluto - migliore spettacolo, migliori artisti della stagione (in tutti gli ambiti) - il premio Franco Abbiati ha contribuito alla segnalazione di giovani talenti e di iniziative artistiche o didattiche di particolare significato nazionale.
Dal 2007 gode del patrocinio del Ministero dei Beni e delle Attività Culturali, e dal 2008 dell'alto patronato del presidente della Repubblica.

## Vincitori delle edizioni

### Stagione 1980/81
- Miglior organizzatore: Giorgio Vidusso
- Migliore iniziativa: Scuola di Musica di Fiesole
- Migliore complesso da camera: Quartetto LaSalle
- Miglior direttore: Claudio Abbado, Riccardo Muti
- Miglior regista: Giorgio Strehler
- Miglior scenografo: Pierluigi Pizzi
- Migliori cantanti: Lucia Valentini Terrani, Renato Bruson
- Migliore novità italiana: Donnerstag aus Licht di Karlheinz Stockhausen
- Premio speciale: Massimo Bogiankino, Luca Ronconi, Pierluigi Pizzi per la Tetralogia wagneriana eseguita a Firenze

### Stagione 1981/82
- Miglior spettacolo: Madama Butterfly di Giacomo Puccini, Teatro La Fenice, Venezia
- Miglior organizzatore: Alba Buitoni, Amici della Musica di Perugia
- Migliore iniziativa: Rossini Opera Festival di Pesaro
- Migliore solista: Maurizio Pollini
- Miglior direttore: Leonard Bernstein
- Miglior regista: Luca Ronconi
- Miglior scenografo: Pasquale Grossi
- Migliori cantanti: Lella Cuberli, Samuel Ramey
- Migliore novità italiana: The heart’s eyes di Franco Donatoni
- Premio speciale: Agostina Zecca Laterza, Biblioteca del Conservatorio di Milano

### Stagione 1982/83
- Miglior spettacolo: Lulu di Alban Berg, Teatro Regio di Torino
- Miglior complesso da camera: Trio di Trieste
- Miglior direttore: Gianandrea Gavazzeni
- Miglior regista: Roberto de Simone
- Miglior scenografo e miglior costumista: Luciano Riccieri, Nanà Cecchi
- Migliori cantanti: Edita Gruberová, Alfredo Kraus
- Migliore novità italiana: Diario polacco n.2 di Luigi Nono
- Premio speciale: Lohengrin di Salvatore Sciarrino, Piccola Scala di Milano

### Stagione 1983/84
- Miglior spettacolo: Il viaggio a Reims di Gioachino Rossini, Rossini Opera Festival di Pesaro
- Miglior organizzatore: Gisella Belgeri
- Miglior iniziativa: Settimane musicali internazionali di Napoli
- Miglior complesso: Quartetto Arditti
- Miglior direttore: Sergiu Celibidache
- Miglior regista: Patrice Chéreau
- Miglior scenografo: Richard Peduzzi
- Miglior cantante: June Anderson
- Migliore novità italiana: Repons di Pierre Boulez

### Stagione 1984/85
- Miglior spettacolo: Die Zauberflöte di Wolfgang Amadeus Mozart, Teatro alla Scala di Milano
- Miglior organizzatore: Giorgio Balmas, Settembre Musica di Torino
- Miglior iniziativa: Festival della valle d’Itria di Martina Franca
- Miglior solista: Salvatore Accardo
- Miglior direttore: Carlos Kleiber
- Miglior regista e scenografo: Pierluigi Pizzi
- Migliori cantanti: Mariella Devia, Samuel Ramey
- Migliore novità italiana: Barabbas di Camillo Togni
- Premio speciale: Doktor Faust di Ferruccio Busoni, Teatro Comunale di Bologna

### Stagione 1985/86
- Miglior spettacolo: Pelléas et Mélisandedi Claude Debussy, Teatro alla Scala di Milano
- Miglior organizzatore: Nino Carloni
- Miglior iniziativa: Festival pianistico Internazionale di Brescia e Bergamo
- Miglior solista: Sviatoslav Richter
- Miglior complesso: Ensemble InterContemporain
- Miglior direttore: Wolfgang Sawallisch
- Miglior regista: Keita Asari
- Miglior scenografo: Ezio Frigerio
- Migliori cantanti: Marilyn Horne, Hermann Prey
- Migliore novità italiana: Dedica di Giacomo Manzoni
- Premio speciale: Sezione musica contemporanea della Civica Scuola di Musica di Milano

### Stagione 1986/87
- Miglior organizzatore: Mario Messinis
- Miglior iniziativa: Festival spazio musica di Cagliari
- Miglior solista: Arturo Benedetti Michelangeli
- Miglior complesso: Ler Arts Florissants
- Miglior direttore: Pierre Boulez
- Miglior regista: Giancarlo Cobelli
- Miglior scenografo: Luciano Damiani
- Migliori cantanti: Mirella Freni, Paolo Coni
- Migliore novità italiana: Trionfo della notte di Adriano Guarnieri
- Premio speciale: Celebrazioni stradivariane, Cremona

### Stagione 1987/88
- Migliore spettacolo: Jenůfa di Leoš Janáček, Festival dei due mondi di Spoleto
- Miglior organizzatore: Luciana Pestalozza, Musica nel nostro tempo, Milano
- Miglior iniziativa: Rassegna di Primavera, Monfalcone
- Miglior solista: Mario Brunello
- Miglior direttore: Chung Myung-whun
- Miglior regista: Luca Ronconi
- Miglior scenografo: Mauro Pagano
- Migliori cantanti: Hildegard Behrens, Chris Merritt
- Migliore novità italiana: Kafka Fragmente di György Kurtág
- Premio speciale: Festival Eco & Narciso

### Stagione 1988/89
- Migliore spettacolo: Doktor Faustus di Giacomo Manzoni, Teatro alla Scala di Milano
- Miglior iniziativa: Dialogo con Maderna, Orchestra della Rai di Milano
- Miglior solista: Radu Lupu
- Miglior direttore: Riccardo Muti
- Miglior scenografo: David Hockney
- Miglior cantante: Bernadette Manca Di Nissa
- Migliore novità italiana: Le visage nuptial di Pierre Boulez
- Premio speciale: Mostra Glenn Gould, Arteforum, Ferrara

### Stagione 1989/90
- Migliore spettacolo: La clemenza di Tito di Wolfgang Amadeus Mozart, Teatro alla Scala di Milano
- Miglior organizzatore: Gian Carlo Menotti, Festival dei due mondi, Spoleto
- Miglior iniziativa: Nuova Consonanza, Roma
- Miglior solista: Krystian Zimerman
- Miglior direttore: John Eliot Gardiner
- Miglior regista: Graham Vick
- Miglior scenografo: Gae Aulenti
- Miglior costumista: Giovanna Buzzi
- Migliori cantanti: Anna Caterina Antonacci, Thomas Moser
- Migliore novità italiana: Sonata n.3 di Salvatore Sciarrino
- Premio speciale: Gerhardt Schmidt-Gaden per il Tolznerknabenchor

### Stagione 1990/91
- Migliore spettacolo: Lodoïska di Luigi Cherubini, Teatro alla Scala di Milano
- Miglior organizzatore: Gabriele Gandini, Festival delle Nazioni di Città di Castello
- Miglior iniziativa: Orestiadi di Gibellina
- Miglior complesso: Quartetto di Tokyo
- Miglior direttore: Vladimir Delman
- Miglior regista: Günter Krämer
- Migliori cantanti: Cecilia Gasdia, Giuseppe Sabbatini
- Migliore novità italiana: III Quartetto di Sofia Gubaidulina
- Premio speciale: Associazione De Sono di Torino

### Stagione 1991/92
- Miglior organizzatore: Spiros Argiris, Teatro Massimo Bellini di Catania
- Miglior iniziativa: Rassegna Internazionale di musica contemporanea, Orchestra Sinfonica dell’Emilia Romagna
- Miglior solista: Massimiliano Damerini
- Miglior complesso: Duo Franck Peter Zimmermann-Alexander Lonquich
- Miglior direttore: Giuseppe Sinopoli
- Miglior scenografo: Joseph Svoboda
- Miglior regista: Luca Ronconi, Margherita Palli
- Migliori cantanti: Renata Scotto, Max René Cosotti
- Migliore novità italiana: Interludi. Musiche per il mito di Eco e Narciso di Aldo Clementi
- Premio speciale: Orchestre sinfoniche e cori della Rai di Milano, Roma, Torino e Napoli

### Stagione 1992/93
- Migliore spettacolo: Jenůfa di Leoš Janáček, Maggio Musicale Fiorentino
- Miglior organizzatore: Tito Gotti
- Miglior iniziativa: Accademia Bartolomei Cristofori di Firenze
- Miglior solista: András Schiff
- Miglior direttore: Riccardo Chailly
- Migliori regista e scenografo: Roman Terleckij, David Hugues
- Migliori cantanti: Martine Dupuy, Alessandro Corbelli
- Migliore novità italiana: Bidlos/Weglos di Wolfgang Rihm
- Premio speciale: Ente Autonomo Teatro “Verdi” di Trieste

### Stagione 1993/94
- Migliore spettacolo: Turandot di Ferruccio Busoni/Persephone di Igor' Fëdorovič Stravinskij, Teatro La Fenice, Venezia
- Miglior iniziativa: Teatro Lirico Sperimentale A.Belli di Spoleto
- Miglior solista: Andrea Lucchesini
- Miglior complesso: Trio di Parma
- Miglior direttore: Zubin Mehta
- Miglior regista e scenografo: Bob Wilson
- Migliori cantanti: Raina Kabaivanska, Michele Pertusi
- Migliore novità italiana: Notturno di Luciano Berio
- Premio speciale: Progetto Musica 94 dell'Aquario Romano

### Stagione 1994/95
- Migliore spettacolo: Fierrabras di Franz Schubert, Maggio Musicale Fiorentino
- Miglior iniziativa: Festival Internazionale di musica contemporanea di Venezia
- Miglior complesso: Quartetto Keller
- Miglior direttore: Gary Bertini
- Miglior regista e scenografo: Franco Zeffirelli
- Miglior cantante: Waltraude Meier
- Migliore novità italiana: Scardanelli Zyclus di Heinz Holliger
- Premio speciale: Teatro Massimo di Palermo

### Stagione 1995/96
- Migliore spettacolo: Wozzeck di Alban Berg, Teatro Comunale di Bologna
- Miglior organizzatore: Istituto Antonio Vivaldi della Fondazione Cini
- Miglior iniziativa: Settimane Bach di Milano
- Miglior complesso:
- Miglior direttore: Valerij Gergiev
- Miglior regista e scenografo: Hugo De Ana
- Migliori cantanti: Monica Bacelli, José Cura
- Migliore novità italiana: Outis di Luciano Berio
- Premio speciale: Centro di Musica Antica “Pietà dei Turchini” di Napoli

### Stagione 1996/97
- Migliore spettacolo: Armide di Christoph Willibald Gluck, Teatro alla Scala di Milano
- Miglior organizzatore: Sandro Boccardi
- Miglior iniziativa: Giovine Orchestra Genovese
- Miglior complesso: Quartetto Sostakovic
- Miglior direttore: Eliahu Inbal
- Miglior regista e scenografo: Graham Vick
- Miglior costumista: Vera Marzot
- Migliori cantanti: Cristina Gallardo Domas, Simon Keenlyside
- Migliore novità italiana: L’icône paradoxale. Hommage à Piero della Francesca di Gérard Grisey
- Premio speciale: Teatro Comunale 'A. Rendano' di Cosenza

### Stagione 1997/98
- Migliore spettacolo: Lady Macbeth del Distretto di Mcensk di Dmitrij Dmitrievič Šostakovič
- Miglior iniziativa: Festival Kurtag di Milano Musica
- Miglior complesso: Orchestra da Camera di Mantova[1][2]
- Miglior direttore: Umberto Benedetti Michelangeli[3][4]
- Miglior regista: Guido de Monticelli
- Miglior scenografo: Margherita Palli
- Miglior costumista: Gabriella Pescucci
- Migliori cantanti: Sonia Ganassi, Mathias Goerne
- Migliore novità italiana: Venus and Adonis di Hans Werne Henze
- Premio speciale: Don Sébastien di Gaetano Donizetti, Teatro Comunale di Bologna e Celebrazioni Donizettiane di Bergamo

### Stagione 1998/99
- Migliore spettacolo: Death in Venice di Benjamin Britten, Teatro Carlo Felice di Genova
- Miglior iniziativa: Festival Monografie sul 900 e dintorni di Trani; Festival L'altra Scena di Venezia
- Miglior solista: Enrico Dindo
- Miglior direttore: Jeffrey Tate
- Miglior regista e scenografo: David Pountney
- Miglior costumista: Maria Bjørnson
- Migliori cantanti: Patrizia Ciofi, Juan Diego Flórez
- Migliore novità italiana: Aus Deutschland di Mauricio Kagel
- Premio speciale: Opera Domani, ASLICO

### Stagione 1999/2000
- Migliore spettacolo: Dialogues des Carmélites di Francis Poulenc, Teatro alla Scala di Milano
- Miglior iniziativa: Prime esecuzioni moderne, integrali e in lingua originale, di Roland di Niccolò Piccinni e Robert Le Diable di Giacomo Meyerbeer
- Miglior solista: Arcadi Volodos
- Miglior direttore: Vladimir Jurowski
- Miglior regista: Denis Krief
- Miglior scenografo: Michele Canzoneri
- Miglior costumista: Carlo Diappi
- Migliori cantanti: Fiorenza Cedolins, Marcelo Álvarez
- Migliore novità italiana: Sur incises di Pierre Boulez
- Premio speciale: Associazione per la musica antica “Antonio Il Verso” di Palermo

### Stagione 2000/01
- Migliore spettacolo: Tamerlano di Georg Friedrich Händel, Maggio Musicale Fiorentino
- Miglior iniziativa: Teatro Lirico di Cagliari
- Miglior organizzatore: Filippo Juvarra
- Miglior complesso: Europa Galante, Fabio Biondi
- Miglior direttore: Claudio Abbado
- Miglior regista, scenografo, costumista: Hugo De Ana
- Migliori cantanti: Daniela Barcellona, Thomas Quasthoff
- Migliore novità italiana: Suoni per banda di Gilberto Cappelli
- Premio speciale: Aida di Giuseppe Verdi regia di Franco Zeffirelli, Teatro Verdi di Busseto
- Premio Filippo Siebaneck: Fondazione Marco Fodella di Milano

### Stagione 2002
- Migliore spettacolo: Königskinder di Engelbert Humperdinck
- Miglior complesso: Concerto Italiano, Rinaldo Alessandrini
- Miglior direttore: Yuri Temirkanov
- Miglior allestimento: Thomas Moschopoulos, Dionysis Fotopoulos
- Migliori cantanti: Violeta Urmana, Ildebrando D’Arcangelo
- Migliore novità italiana: Medea di Adriano Guarnieri
- Premio Filippo Siebaneck: Quintetto Bibiena

### Stagione 2003
- Migliore spettacolo: Elektra di Richard Strauss, Teatro di San Carlo di Napoli (regia: M.Grüber, scene e costumi: A. Kiefer)
- Miglior iniziativa: Orchestra Giovanile Italiana
- Miglior solista: Grigory Sokolov
- Miglior direttore: Bruno Bartoletti
- Miglior regista: Robert Carsen
- Miglior scenografo e costumista: Jean Michel Folon
- Migliori cantanti: Barbara Frittoli, Giuseppe Filianoti
- Migliore novità italiana: Il letto della storia di Fabio Vacchi, Quartetto con oboe di Eliot Carter
- Premio speciale: Henning Brockhaus per El Cimarron di Hans Werner Henze
- Premio Filippo Siebaneck: Musica negli Ospedali, Policlinico Gemelli di Roma

### Stagione 2004
- Migliore spettacolo: Il prigioniero e Volo di notte di Luigi Dallapiccola, Teatro Comunale di Firenze (regia: D. Abbado, direttore: B.Bartoletti)
- Miglior iniziativa: Rai Nuova Musica
- Miglior solista: Grigory Sokolov
- Miglior direttore: Daniele Gatti
- Miglior regista: Mario Martone
- Miglior scenografo e costumista: Ezio Frigerio, Franca Squarciapino
- Miglior cantante: Anna Caterina Antonacci
- Migliore novità italiana: An index of metals di Fausto Romitelli
- Premio speciale: I Solisti Dauni di Foggia
- Premio Filippo Siebaneck: "Tutti a Santa Cecilia”

### Stagione 2005
- Migliore spettacolo: Boris Godunov di Modest Petrovič Musorgskij, Teatro Comunale di Firenze (regia: E. Nekrosius, direttore: Semyon Bychkov)
- Miglior iniziativa: Anima Mundi, Pisa
- Miglior solista: Radu Lupu
- Miglior complesso: Accademia Montis Regalis
- Miglior direttore: Antonio Pappano
- Miglior regista: Stephen Medcalf
- Miglior scenografo e migliore costumista: Giulio Paolini, Giovanna Buzzi
- Miglior cantante: Micaela Carosi, Nicola Ulivieri
- Migliore novità italiana: …concertante… di György Kurtág
- Premio speciale: Elegy for Young lovers di Hans Werner Henze, Teatro delle Muse di Ancona
- Premio Filippo Siebaneck: "Scuola Popolare di Musica di Testaccio”

### Stagione 2006
- Migliore spettacolo: Kát’a Kabanová di Leoš Janáček, Teatro alla Scala di Milano (regia: Robert Carsen, direttore: John Eliot Gardiner)
- Miglior solista: András Schiff
- Miglior direttore: Lorin Maazel
- Miglior regista, scenografo, video: Giorgio Barberio Corsetti
- Miglior cantante: Sonia Prina, Alex Esposito
- Migliore novità italiana: Ausklang e Concertini di Helmut Lachenmann
- Premio speciale: Amici della musica di Firenze
- Premio Filippo Siebaneck: Rete Toscana Classica

### Stagione 2007
- Migliore spettacolo: Tristan und Isolde di Richard Wagner, Teatro alla Scala di Milano (regia:Patrice Chéreau, direttore: Daniel Baremboim)
- Miglior solista: Leōnidas Kavakos
- Miglior direttore: Yuri Temirkanov
- Miglior regista: Damiano Michieletto
- Miglior scenografo, costumista, video: La Fura del Baus
- Miglior cantante: Svetla Vassilieva
- Migliore novità italiana: Antigone di Ivan Fedele
- Premio speciale: Orchestra Giovanile Luigi Cherubini
- Premio Filippo Siebaneck: LaVerdi per tutti, orchestra amatoriale

### Stagione 2008
- Migliore spettacolo: Fidelio di Ludwig van Beethoven, Teatro Valli di Reggio Emilia, Teatro Comunale di Ferrara, Teatro Comunale di Modena (regia: C. Kraus, direttore C. Abbado)
- Miglior iniziativa: Festival Musicale Estense “Grandezze e Meraviglie" di Modena
- Miglior complesso: Quartetto Hagen
- Miglior direttore: Roberto Abbado
- Miglior regista, scenografo, costumista: Dmitrij Tcherniakov
- Migliori cantanti: Daniela Dessì, Vito Priante
- Migliore novità italiana: Phaedra di Hans Werner Henze
- Premio speciale: Filemone e Bauci di Franz Joseph Haydn
- Premio Filippo Siebaneck: Orchestra Sinfonica Esagramma di Milano
- Premio Gianandrea Gavazzeni: Bruno Casoni

### Stagione 2009
- Migliore spettacolo: Götterdämmerung di Richard Wagner. Teatro la Fenice di Venezia
- Miglior iniziativa: Bianco, Rosso e Verdi
- Miglior solista: Francesco D’Orazio
- Miglior direttore: Seiji Ozawa
- Miglior regista: Robert Lepage
- Miglior scenografo, miglior costumista: Carl Fillion, François Barbeau
- Migliori cantanti: Sara Mingardo, Jonas Kaufmann
- Migliore novità italiana: Gramigna di Stefano Gervasoni
- Premio speciale: Associazione La Cappella Musicale di Santa Maria della Passione a Milano
- Premio Filippo Siebaneck: Imparolopera, Parma

### Stagione 2010
- Migliore spettacolo: Lulu di Alban Berg, Teatro alla Scala di Milano (regia: Peter Stein, direttore: Daniele Gatti)
- Miglior iniziativa: “Traiettorie” , Parma
- Miglior solista: Emanuele Arciuli
- Miglior direttore: Esa-Pekka Salonen
- Miglior regista: Graham Vick
- Miglior scenografo, miglior costumista: Paolo Fantin, Carla Teti
- Migliori cantanti: Nina Stemme, Franco Fagioli
- Migliore novità italiana: Il killer di parole di Claudio Ambrosini
- Premio speciale: Maddalena Novati
- Premio Filippo Siebaneck: “Oper@4u” Stadttheater Bozen
- Premio Duilio Courir: Progetto Musica della Fondazione Spinola Banna per l'Arte, Poirino

### Stagione 2011
- Migliore spettacolo: Mosè in Egitto di Gioachino Rossini, Rossini Opera Festival di Pesaro
- Miglior iniziativa: Settimane Musicali al Teatro Olimpico di Vicenza
- Miglior solista: Isabelle Faust
- Miglior direttore: Daniel Harding
- Miglior regista: Calixto Bieito
- Miglior scenografo, miglior costumista: Tom Pye, Chloe Obolensky
- Migliori cantanti: Joyce Didonato, John Graham-Hall
- Migliore novità italiana: Quartett di Luca Francesconi
- Premio speciale: Integrale delle opere di Giovanni Battista Pergolesi, Festival 'Pergolesi-Spontini' di Jesi
- Premio Filippo Siebaneck: Donatori di Musica

### Stagione 2012
- Migliore spettacolo: Lohengrin di Richard Wagner, Teatro alla Scala di Milano (regia: Klaus Guth, direttore: Daniel Barenboim)
- Miglior iniziativa: L.T.L. Laboratorio Toscano per la Lirica-Opera Studio
- Miglior solista: Duo Leōnidas Kavakos-Enrico Pace
- Miglior direttore: Fabio Luisi
- Miglior regista: Leo Muscato
- Miglior scenografo, miglior costumista: Sergio Tramonti per Cavalleria Rusticana di Pietro Mascagni, Teatro S. Carlo di Napoli
- Migliori costumi: Gianluca Falaschi per Ciro in Babilonia di Gioacchino Rossini, Rossini Opera Festival di Pesaro
- Migliori cantanti: Evelyn Herlitzius, Gregory Kunde
- Migliore novità italiana: Mare metallico di Giovanni Tamborrino
- Premio speciale: Benito Leonori per la ricostruzione dell'allestimento di Josef Svoboda del Macbeth di Giuseppe Verdi
- Premio Filippo Siebaneck: All you need is X-Music – Amici della Musica di Mestre

### Stagione 2013
- Migliore spettacolo: Das Rheingold di Richard Wagner, Teatro Massimo di Palermo (regia: Graham Vick, direttore: Pietari Inkinen)
- Miglior iniziativa: Play.it! - La musica forte dell'Italia, Firenze
- Miglior solista: Daniil Trifonov
- Miglior direttore: Daniel Barenboim per Der Ring des Nibelungen di Richard Wagner, Teatro alla Scala di Milano
- Miglior regista: Emma Dante per La muette de portici di Daniel-François-Esprit Auber, Teatro Petruzzelli di Bari
- Migliori scene, costumi, luci, video: Guy Cassiers, Enrico Bagnoli, Tim Van Steenbergen, Arjen Klerkx, Kurt D'Haeseleer
- Migliori cantanti: Maria Agresta, Francesco Meli
- Migliore novità italiana: Ludus de Morte Regis di Mauro Lanza
- Premio speciale: I concerti del Palazzetto Bru Zane, Centre de musique romantique française - Venezia
- Premio Filippo Siebaneck: Festa dell'Opera di Brescia
- Premio Piero Farulli: Quartetto Guadagnini

### Stagione 2014
- Migliore spettacolo: Les Troyens di Hector Berlioz, Teatro alla Scala di Milano (regia: David McVicar, direttore: Antonio Pappano)
- Miglior iniziativa: Divertimento Ensemble, Milano
- Miglior solista: Evgeny Kissin
- Miglior direttore: Chung Myung-whun
- Migliori regia, scene, costumi, luci, video: Johannes Weigand, Jürgen Lier, Jakob Creutzburg per La porta della legge di Salvatore Sciarrino, Teatro Malibran di Venezia
- Migliori cantanti: Olga Peretyatko, Simone Piazzola
- Migliore novità italiana: Ogni gesto d’amore per violoncello e orchestra; Fiori di Fiori per orchestra; Finito ogni gesto per sei strumenti, di Francesco Filidei
- Premio speciale: Fattoria Vittadini - Pavia
- Premio Filippo Siebaneck: Compasso Da Navegare di Genova
- Premio Piero Farulli: Quartetto Noûs

### Stagione 2015
- Migliore spettacolo: The Bassarids di Hans Werner Henze, Teatro dell'Opera di Roma (regia: Mario Martone, direttore: Stefan Soltesz)
- Miglior iniziativa: L'arsenale, Treviso
- Miglior solista: Beatrice Rana
- Miglior direttore: Daniele Gatti
- Miglior regista: Guy Josten, per Elektra di Richard Strauss, Teatro Comunale di Bologna
- Migliori scene: Paul Steinberg per CO2 di Giorgio Battistelli, Teatro alla Scala di Milano
- Migliori costumi: Anna Watkins per Jenůfa di Leóš Janáček, Teatro Comunale di Bologna
- Migliori cantanti: Carmela Remigio, Nicola Alaimo
- Miglior gruppo da camera: Zefiro
- Migliore novità italiana: Parole di Settembre e Insieme di Aureliano Cattaneo; Il suono giallo di Alessandro Solbiati
- Premio speciale: Corrado Rovaris
- Premio Filippo Siebaneck: 200.com, Teatro Sociale di Como
- Premio Piero Farulli: Quartetto Maurice

### Stagione 2016
- Migliore spettacolo: Der Rosenkavalier di Richard Strauss, Teatro alla Scala di Milano (regia: Harry Kupfer, direttore: Zubin Mehta)
- Migliore iniziativa: Festival Alfredo Casella, Torino
- Miglior solista: Alexander Lonquich
- Miglior direttore: Michele Mariotti
- Miglior regista: Nicola Raab per Written on Skin di George Benjamin (Bolzano, Oper.a.20.21 – Fondazione Haydn)
- Migliori scene, costumi, luci e video: Terry Gilliam, Aaron Marsden, Katrina Lindsay, Paule Constable, Finn Ross, per Benvenuto Cellini di Hector Berlioz, Teatro dell'Opera di Roma
- Migliori cantanti: John Osborne, Miah Persson
- Migliore novità italiana: Broken memory, Maps of Non Existent Cities. St. Petersburg, Punctuation Marks (Milano, Sound of Wander), The Riot of Spring (Lucca Classica) Dmitri Kourliandski
- Premio speciale: Aquagranda, Teatro la Fenice di Venezia
- Premio Filippo Siebaneck: Opera…azione Libertà (Milano, Carcere Beccaria)
- Premio Piero Farulli: Quartetto Echos

### Stagione 2017
- Migliore spettacolo: La damnation de Faust di Hector Berlioz, Roma, Teatro dell’Opera (regia Damiano Michieletto, direttore Daniele Gatti)
- Migliore iniziativa: Stiffelio di Verdi al Teatro Farnese di Parma
- Miglior solista: Simone Rubino
- Miglior direttore: Juraj Valčuha
- Miglior regista: Ricci/Forte (Turandot di Puccini, Macerata Opera Festival)
- Migliori scene, costumi, luci e video: Julian Crouch, Kevin Pollard, Marco Filibeck, Joshua Higgason (Hänsel und Gretel di Humperdink, Milano, Teatro alla Scala)
- Migliori cantanti: Michael Volle, Marianne Crebassa
- Migliore novità italiana:  Medeamaterial di Pascal Dusapin (Bologna, Teatro Comunale)
- Premio Filippo Siebaneck: Festival ArteScienza (Roma)
- Premio Piero Farulli: Quartetto Eos

### Stagione 2018
- Migliore spettacolo: La bohème di Puccini, regia Graham Vick, direttore Michele Mariotti, Bologna, Teatro Comunale
- Migliore iniziativa:  Ghislierimusica, Pavia
- Miglior direttore: Antonio Pappano
- Miglior solista: Enrico Onofri
- Premio speciale: Fin de Partie di Kurtag (Teatro alla Scala / Milano Musica)
- Miglior regista: Deborah Warner (Billy Budd di Britten all’Opera di Roma)
- Migliori scene, costumi, luci e video: Leslie Travers, Giuseppe Palella
- Migliori cantanti: Federica Lombardi
- Migliore novità italiana: Richard III di Giorgio Battistelli (Teatro La Fenice di Venezia)
- Premio Filippo Siebaneck: Max & Maestro
- Premio Piero Farulli: Caravaggio Piano Quartet

### Stagione 2019
- Migliore spettacolo: Chovanščina di Musorgskij, regia Mario Martone, direttore Valery Gergiev, Milano, Teatro alla Scala
- Premio speciale: L'ange de Nisida di Donizetti, Bergamo, Teatro Donizetti
- Miglior direttore: Kirill Petrenko
- Novità per l'Italia: "Musiche per Matera" di Georg Friedrich Haas
- Miglior regista: Robert Carsen (Orfeo ed Euridice a Roma, Giulio Cesare a Milano, Don Carlo a Venezia)
- Migliori scene, costumi: Federica Parolini, Silvia Aymonino (Agnese a Torino)
- Miglior solista: Martha Argerich
- Migliori cantanti: Asmik Grigorian, Christophe Dumaux
- Miglior iniziativa musicale: Talenti Vulcanici
- Premio Piero Farulli: Quartetto Werther
- Premio Filippo Siebaneck: Micron

### Stagione 2024
- Migliore spettacolo: La Juive, regia, scene costumi, coreografia e luci Stefano Poda, direttore Daniel Oren, Torino
- Premio speciale: Festival Mahler della Fondazione Orchestra Sinfonica di Milano
- Miglior direttore: Daniele Gatto
- Novità per l'Italia: "Neroli, concerto per violino" di Lisa Streich
- Miglior regista: Andrea Bernard (Don Carlo, OperaLombardia)
- Migliori scene, costumi: Mel Page (Mefistofele, Teatro dell’Opera di Roma).
- Miglior solista: Enrico Baiano
- Migliori cantanti: Ol'ga Bezsmertna, Carlo Vistoli
- Miglior iniziativa musicale: Pigmalione (Teatro Sociale di Rovigo)
- Premio Piero Farulli: Trio Sheliak
- Premio Filippo Siebaneck: Opera in Carcere